# Cephalozia austrigena
Cephalozia austrigena är en bladmossart som beskrevs av Rudolf Mathias Schuster och J.J.Engel. Cephalozia austrigena ingår i släktet trådmossor, och familjen Cephaloziaceae. Inga underarter finns listade i Catalogue of Life.